# Daimler-Benz DB 602
El Daimler-Benz DB 602 fue un motor de aviación alemán en configuración V16, que motorizó los dos dirigibles de la Clase Hindenburg.

## Diseño y desarrollo
El origen del DB 602 se remonta al motor Mercedes F 2, motor V12 refrigerado por agua, que dio origen al Mercedes-Benz LOF 6, alimentado por gasóleo y de 16 cilindros en V. Este motor compartía la capacidad de los cilindros del F 2, y fue el origen del DB 602, en el que se incrementó el diámetro y la carrera. La evolución del DB 602 llegó a su máximo con la versión equipada en el dirigible LZ 130 Graf Zeppelin, cuyas prestaciones superaban la de los instalados en su gemelo, el LZ 129 Hindenburg.

## Especificaciones
Referencia datos:
- Tipo: Motor diésel V16
- Desplazamiento: 54,1 l
- Peso: 1.976 kg
- Admisión: Atmosférica
- Alimentación: Inyección de combustible
- Refrigeración: Agua presurizada
- Potencia: 1.320 HP a 1.650 revoluciones por minuto